# 那智勝浦町
那智勝浦町（なちかつうらちょう）は、和歌山県東牟婁郡の町。紀南地域（東牟婁圏域）に属する。

## 概要
ユネスコ世界遺産「紀伊山地の霊場と参詣道」の熊野エリアにあたっており、紀伊半島でも有数の観光地として多くの観光客が訪れる。
那智勝浦町の東側は海に接しており、その海岸線は典型的なリアス式海岸によって構成されている。そのため入りくみが激しく、また気候が黒潮の影響で温暖なので、町内には天然の良港がいくつか存在する。
特に勝浦の港は海が狼煙半島に囲まれた入江の中にあり、さらにその入口に中ノ島という島があるために、その奥にある港には海からの荒波がほとんど来ない。
こうした条件のために、南紀では随一の良い港となっている。この勝浦の港の一帯には温泉も湧出している。
なお、今後発生が予測される南海トラフ巨大地震の際には、中心に最大9mの津波が到達することが予想されている。

## 地理

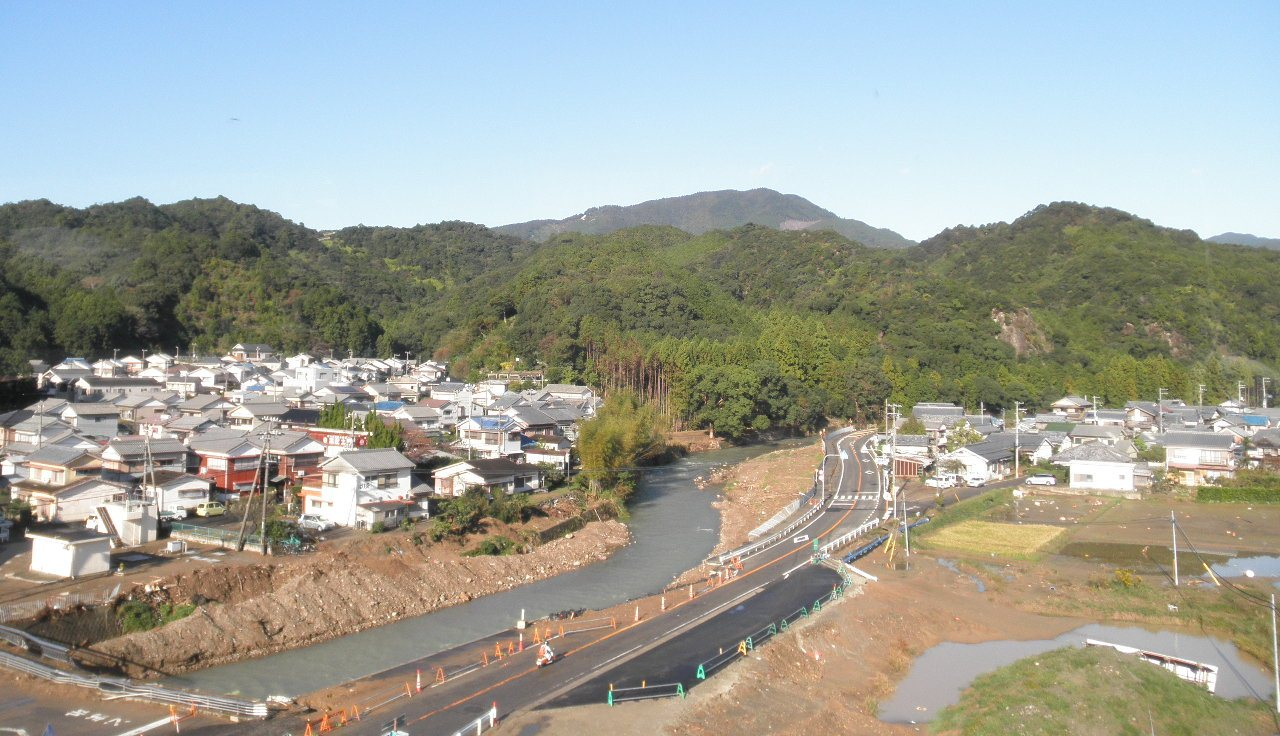
那智勝浦町の街並み
川関で撮影

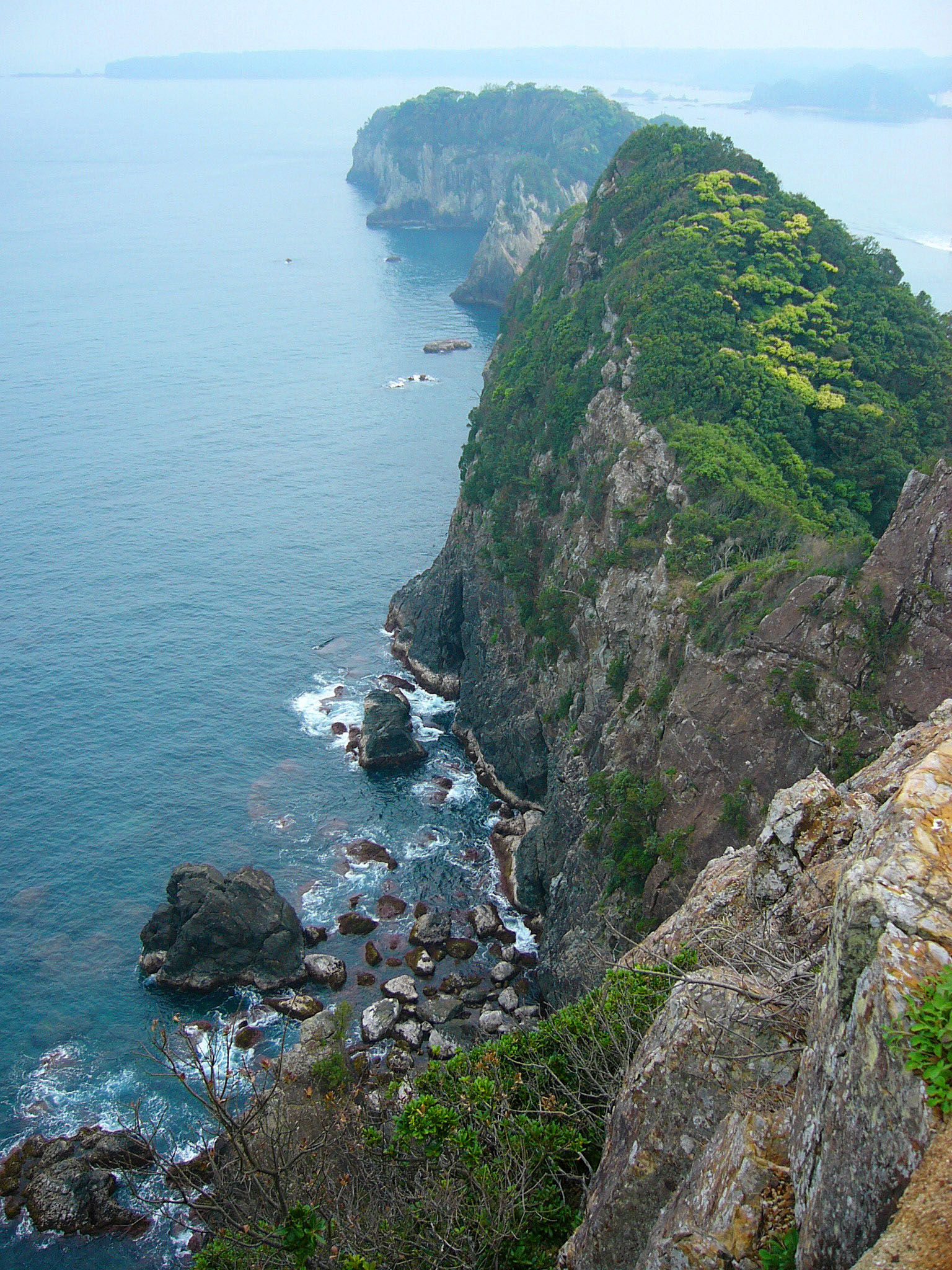
狼煙半島

### 地形

#### 山地
串本町との境には八郎山（標高250m）が、新宮市との境には那智山の一角をなす烏帽子山（標高909m）、光ヶ峯（標高686m）などがある。那智勝浦町の西側一帯の山岳地帯、特に熊野信仰の聖地のひとつである那智山の一帯は観光地として名高く、多くの観光客が訪れる。
また、妙法山の色川小麦峠は色川富士見峠と呼ばれ、那智勝浦町によると最も遠くから富士山が見える場所とされる。富士山頂からの距離は322.9キロである。
主な山
- 那智山
- 妙法山
- 烏帽子山
- 光ヶ峯
- 八郎山

#### 河川
粉白地区に流れる二級河川のぶつぶつ川は、全長13.5mで、法で指定された河川としては日本最短である。
主な川
- 那智川
- 太田川

#### 湖沼
主な干潟
- ゆかし潟

#### 半島
- 狼煙半島

#### 島嶼
主な島
- 紀の松島
- 中ノ島
- 弁天島

### 地域

#### 地区
- 宇久井地区 - 宇久井、高津気、狗子ノ川
- 那智・勝浦地区 - 浜ノ宮、川関、井関、市野々、那智山、天満（天満1）、朝日1～4、勝浦、北浜1～3、築地1～8、湯川、橋ノ川、二河
- 太田地区 - 市屋、下和田、庄、中里、南大居、井鹿、中ノ川、高遠井、長井、小匠、西中野川
- 下里地区 - 下里、八尺鏡野、粉白、浦神
- 色川地区 - 熊瀬川、大野、口色川、小阪、南平野、田垣内、坂足、樫原、高野、直柱

### 人口
| |                                            |  |
| 那智勝浦町と全国の年齢別人口分布（2005年） | 那智勝浦町の年齢・男女別人口分布（2005年） |  |
| ■紫色 ― 那智勝浦町 ■緑色 ― 日本全国 | ■青色 ― 男性 ■赤色 ― 女性                  |  |
| 那智勝浦町（に相当する地域）の人口の推移 \| 1970年（昭和45年） \| 23,871人 \| \| \| 1975年（昭和50年） \| 23,596人 \| \| \| 1980年（昭和55年） \| 23,006人 \| \| \| 1985年（昭和60年） \| 22,248人 \| \| \| 1990年（平成2年） \| 20,610人 \| \| \| 1995年（平成7年） \| 19,943人 \| \| \| 2000年（平成12年） \| 19,417人 \| \| \| 2005年（平成17年） \| 18,185人 \| \| \| 2010年（平成22年） \| 17,080人 \| \| \| 2015年（平成27年） \| 15,682人 \| \| \| 2020年（令和2年） \| 14,137人 \| \| |                                            |  |
| 総務省統計局 国勢調査より |                                            |  |
| 1970年（昭和45年） | 23,871人                                   |  |
| 1975年（昭和50年） | 23,596人                                   |  |
| 1980年（昭和55年） | 23,006人                                   |  |
| 1985年（昭和60年） | 22,248人                                   |  |
| 1990年（平成2年） | 20,610人                                   |  |
| 1995年（平成7年） | 19,943人                                   |  |
| 2000年（平成12年） | 19,417人                                   |  |
| 2005年（平成17年） | 18,185人                                   |  |
| 2010年（平成22年） | 17,080人                                   |  |
| 2015年（平成27年） | 15,682人                                   |  |
| 2020年（令和2年） | 14,137人                                   |  |

### 隣接自治体
和歌山県
- 新宮市
- 東牟婁郡太地町
- 東牟婁郡古座川町
- 東牟婁郡串本町

## 歴史

### 沿革
昭和
- 1955年（昭和30年）4月1日 - 那智町・勝浦町・色川村・宇久井村が合併して発足。
- 1960年（昭和35年）1月11日 - 下里町・太田村を編入。
- 1964年（昭和39年）10月1日 - 町章を制定[9][10]。
- 1977年（昭和52年）4月17日 - 第28回全国植樹祭のために来県した昭和天皇、香淳皇后が町役場などに行幸啓[11]。
- 1985年（昭和60年）4月1日 - 町歌を制定[12]。

平成
- 2003年（平成15年）7月1日 - 那智勝浦町・太地町合併協議会を設置。
- 2004年（平成16年）7月31日 - 那智勝浦町・太地町合併協議会を解散。
- 2009年（平成21年）
  - 1月13日 - 新宮市・那智勝浦町合併協議会が発足。
  - 8月9日 - 「那智勝浦町の合併について住民の意思を問う住民投票」を実施。投票の結果、反対票が賛成票を上回る。
  - 8月27日 - 新宮市・那智勝浦町両議会が合併協議会廃止議案を可決。
  - 9月18日 - 新宮市・那智勝浦町合併協議会廃止。
  - 11月27日 - 9月に町長に初当選した小嶋英嗣が首吊り自殺を図り、翌28日に死亡。総務課の課長であった橋爪健を町長の職務代理者とした。
- 2011年（平成23年）9月4日 - 台風12号による豪雨災害で死者25人（町長の妻子を含む）、行方不明者1人の大きな被害を受ける。

## 政治

### 行政

#### 町長
- 町長：堀順一郎（2018年5月21日就任、2期目）

歴代首長
| 代         | 氏名       | 就任年月日     | 退任年月日     | 備考                 |
| ---------- | ---------- | -------------- | -------------- | -------------------- |
|            | 中村詔二郎 | 2001年9月      | 2009年9月      |                      |
|            | 小嶋英嗣   | 2009年9月      | 2009年11月28日 | 1期目在任中に死亡。  |
| 職務代行者 | 橋爪健     | 2009年11月29日 | 2010年1月17日  | 市職員（総務課長）。 |
|            | 寺本眞一   | 2010年1月17日  | 2018年1月1日   |                      |
|            | 森崇       | 2018年1月17日  | 2018年4月20日  | 病状悪化により退任。 |
| 職務代行者 | （不明）   | 2018年4月21日  | 2018年5月21日  |                      |
|            | 堀順一郎   | 2018年5月21日  | （現職）       |                      |

#### 町章
- 那智滝を簡潔にデザインしたものを1964年10月1日に制定した[9][10]。

## 国家機関

### 国土交通省
・近畿運輸局和歌山運輸支局勝浦海事事務所
海上保安庁
- 第五管区海上保安本部 下里水路観測所

## 施設

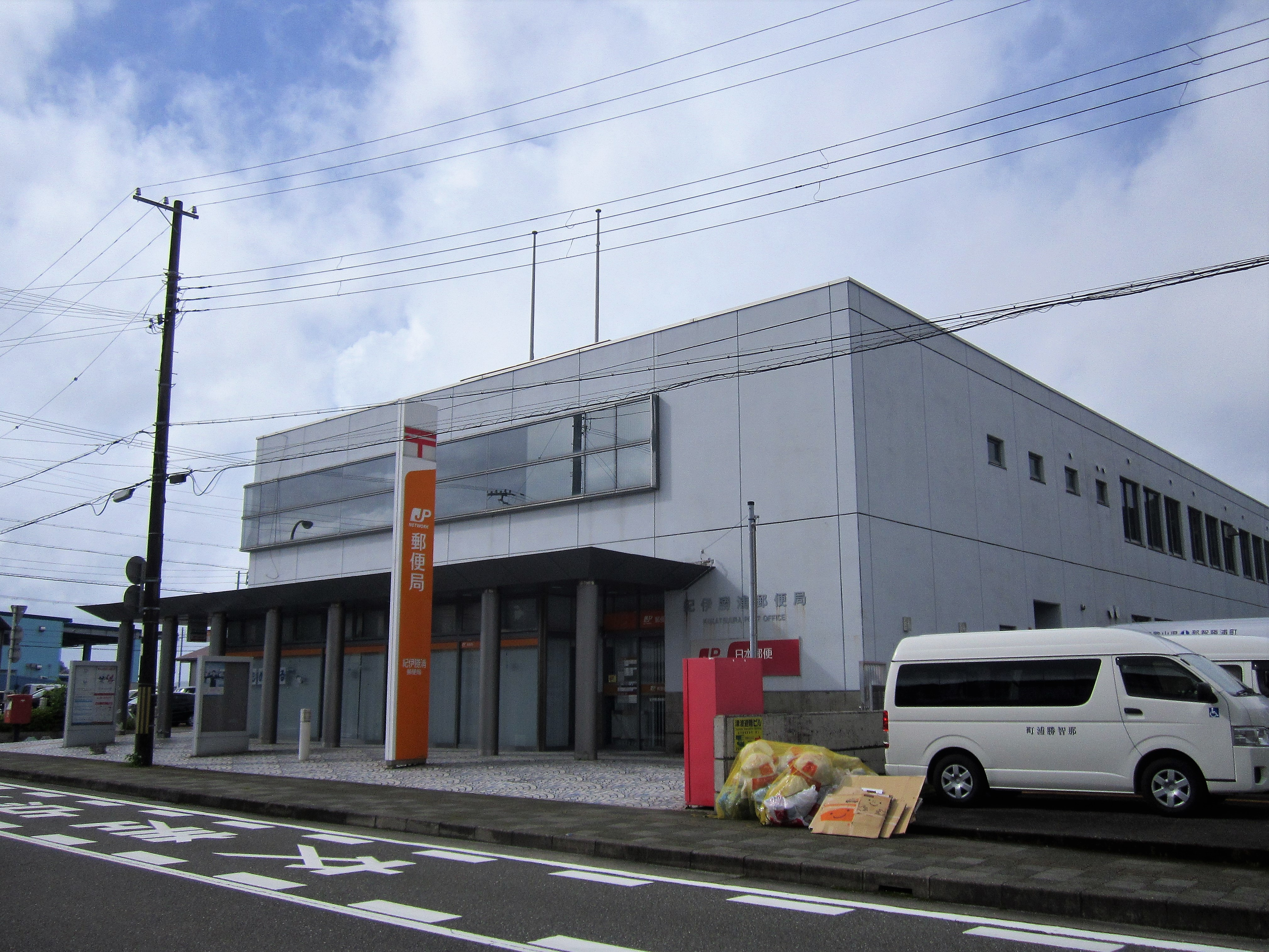
紀伊勝浦郵便局

### 警察
本部
- 和歌山県警察 新宮警察署

幹部交番
- 勝浦幹部交番（那智勝浦町天満）

駐在所
- 宇久井警察官駐在所（那智勝浦町宇久井）
- 井関警察官駐在所（那智勝浦町井関）
- 下里警察官駐在所（那智勝浦町下里）

### 消防
本部
- 那智勝浦町消防本部

消防署
- 那智勝浦消防署

### 医療
主な病院
- 那智勝浦町立温泉病院[注 1]
- 日進会　日進会病院

### 郵便局
主な郵便局
- 紀伊勝浦郵便局

## 対外関係

### 姉妹都市・提携都市

#### 海外
姉妹都市
- モントレーパーク市（アメリカ合衆国 カリフォルニア州）

#### 国内
提携都市
- 勝浦市（関東地方 千葉県） - 徳島県勝浦郡勝浦町とともに「全国勝浦ネットワーク」（友好都市）を結成、2003年に友好都市盟約を取り交わした。
- 上松町（中部地方 長野県 木曽郡）

その他
- 全国門前町サミット - 全国の神社仏閣を中心に発展してきた門前町を有する自治体・観光協会・商業関係者などが集まり地域活性、街作り推進のため開催する会議。

## 経済

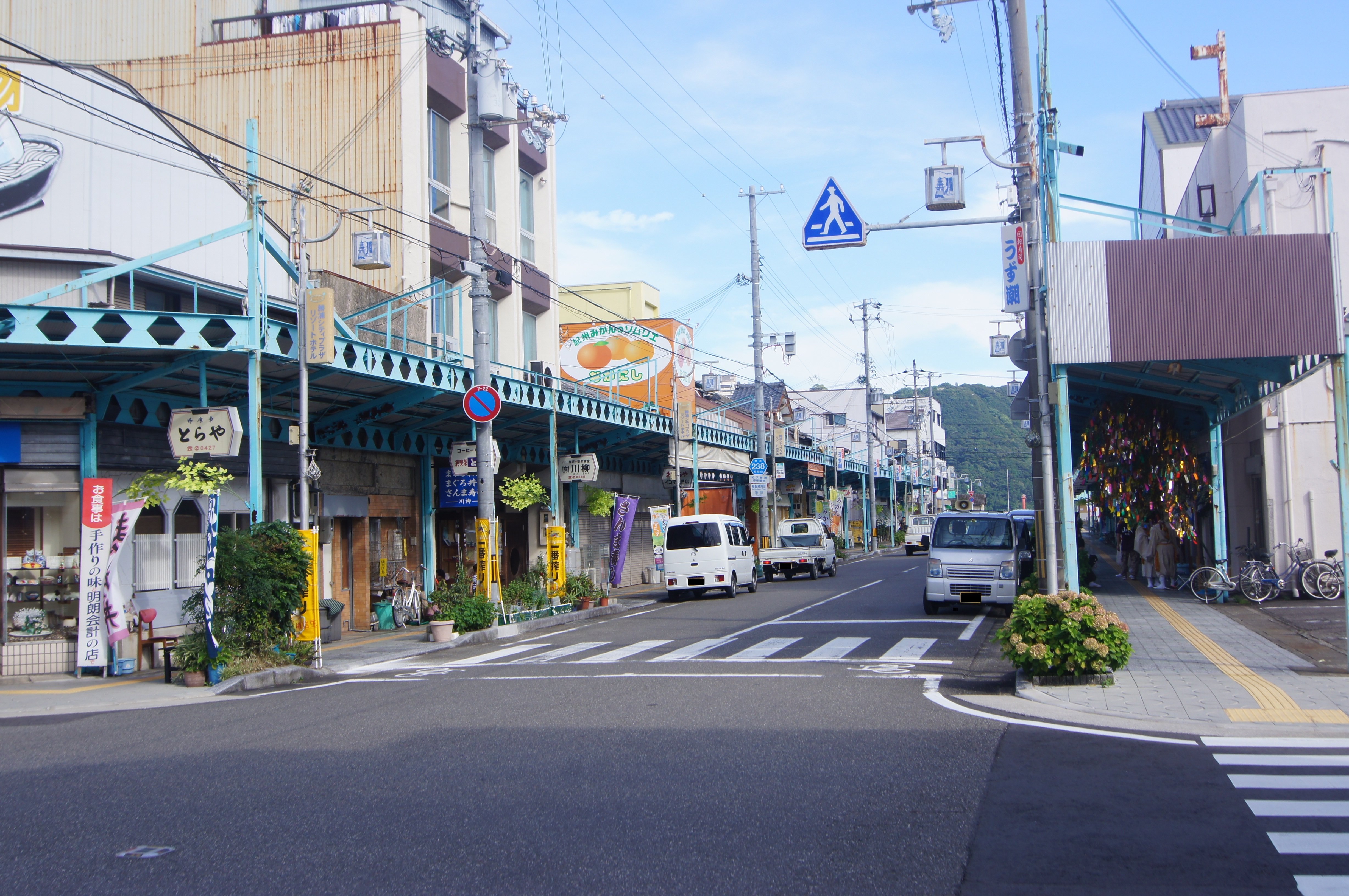
紀伊勝浦駅前商店街

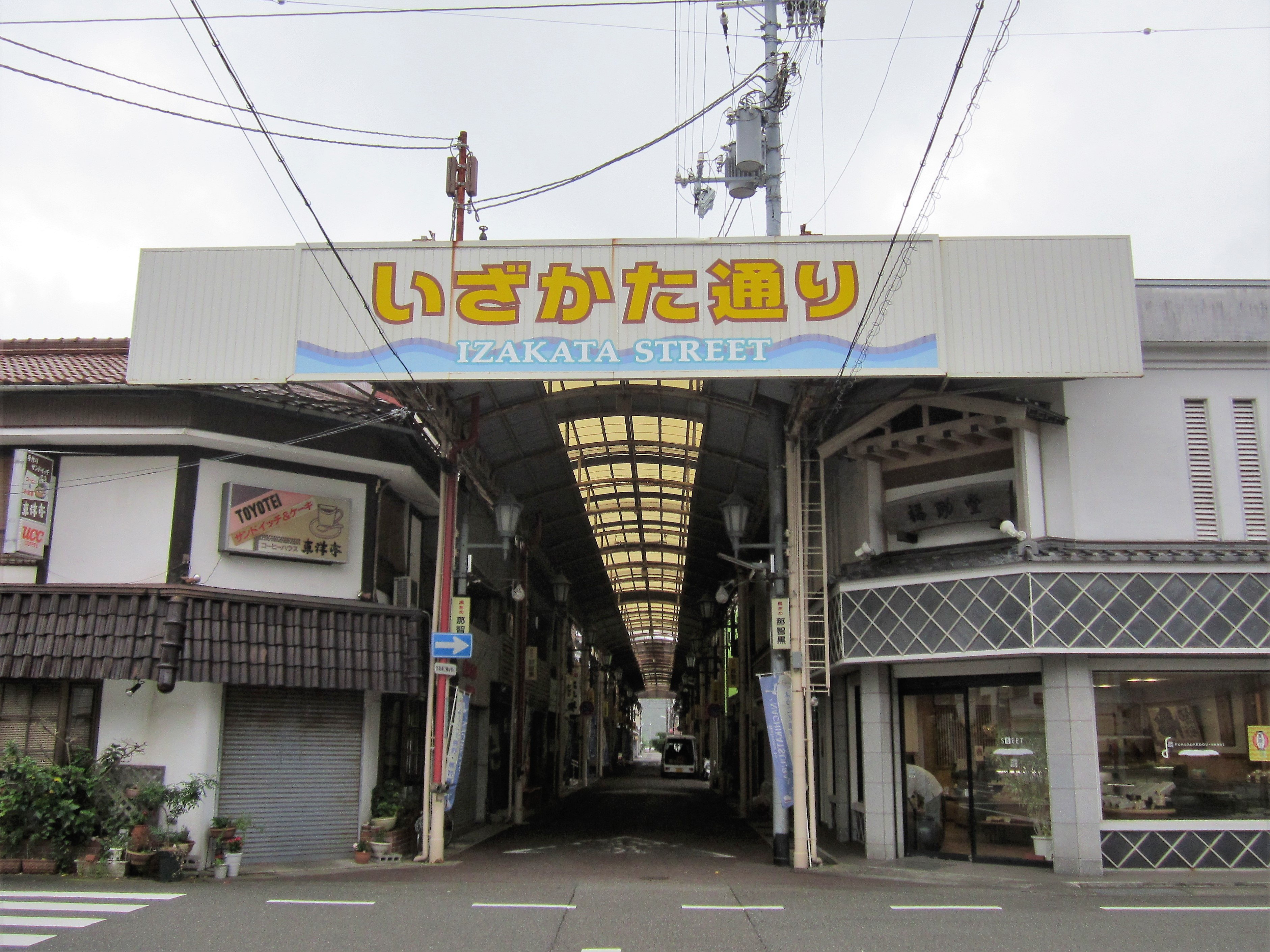
いざかた通り商店街

### 第一次産業

#### 農業
農業協同組合
- みくまの農業協同組合（JAみくまの）

#### 漁業
主な漁港
- 勝浦漁港

### 第三次産業

#### 商業
主な商店街
- いざかた通り商店街
- 紀伊勝浦駅前商店街

## 情報・通信

### マスメディア

#### 中継局
- NHK那智勝浦テレビ中継局

## 教育

### 大学
私立
- 近畿大学
  - 水産研究所 浦神実験場
  - 水産養殖種苗センター 浦神事業場

### 中学校
4つの中学校がある。
- 那智勝浦町立色川中学校
- 那智勝浦町立宇久井中学校

- 那智勝浦町立下里中学校
- 那智勝浦町立那智中学校

### 小学校
6つの小学校がある。
- 那智勝浦町立市野々小学校
- 那智勝浦町立色川小学校
- 那智勝浦町立宇久井小学校

- 那智勝浦町立太田小学校
- 那智勝浦町立勝浦小学校
- 那智勝浦町立下里小学校

※那智勝浦町立三川小学校は2011年3月27日閉校。那智勝浦町立勝浦小学校に統合。

## 交通

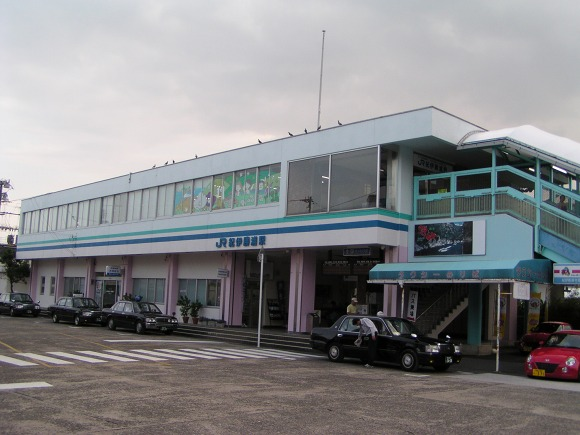
紀伊勝浦駅

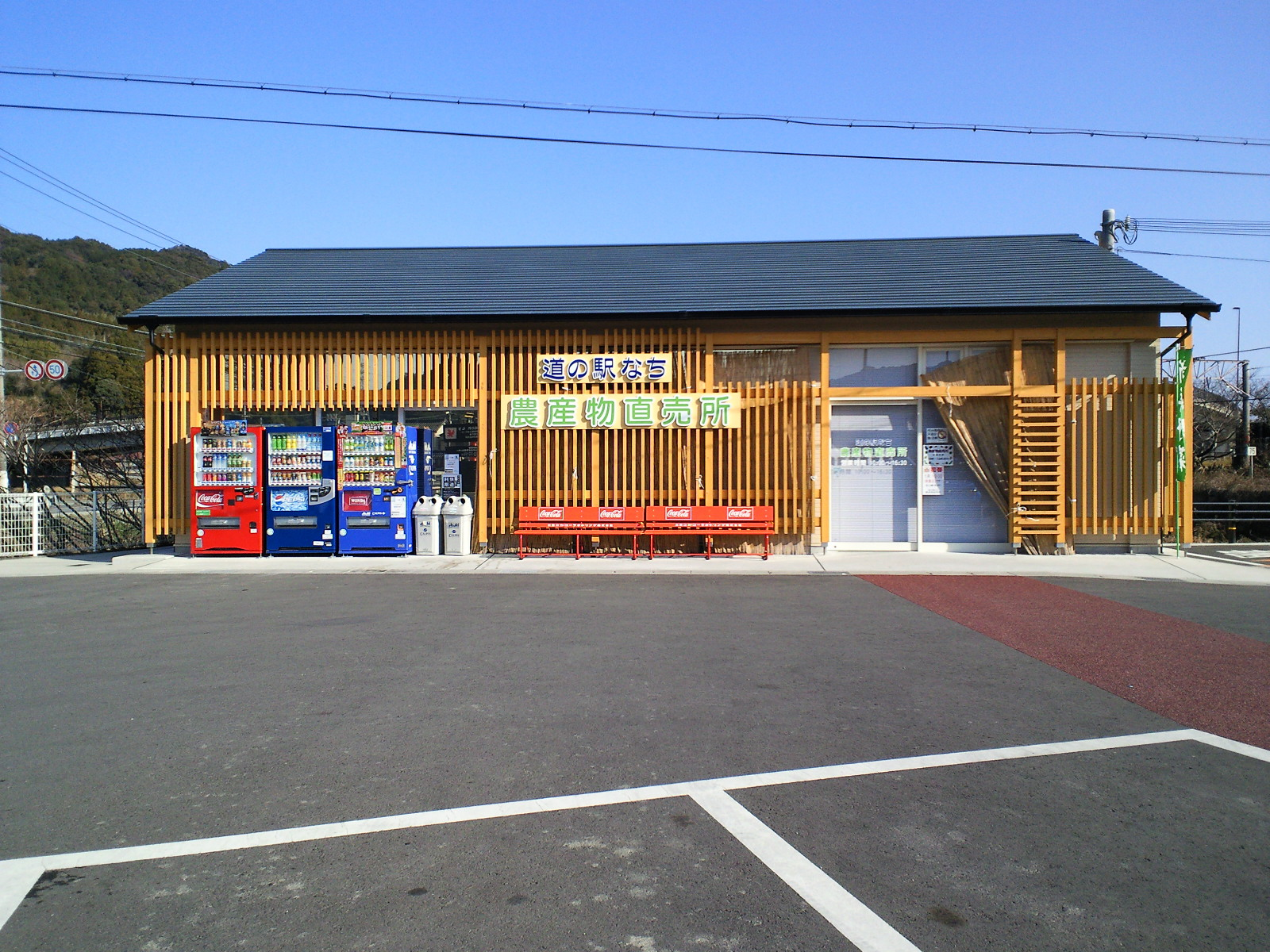
道の駅なち

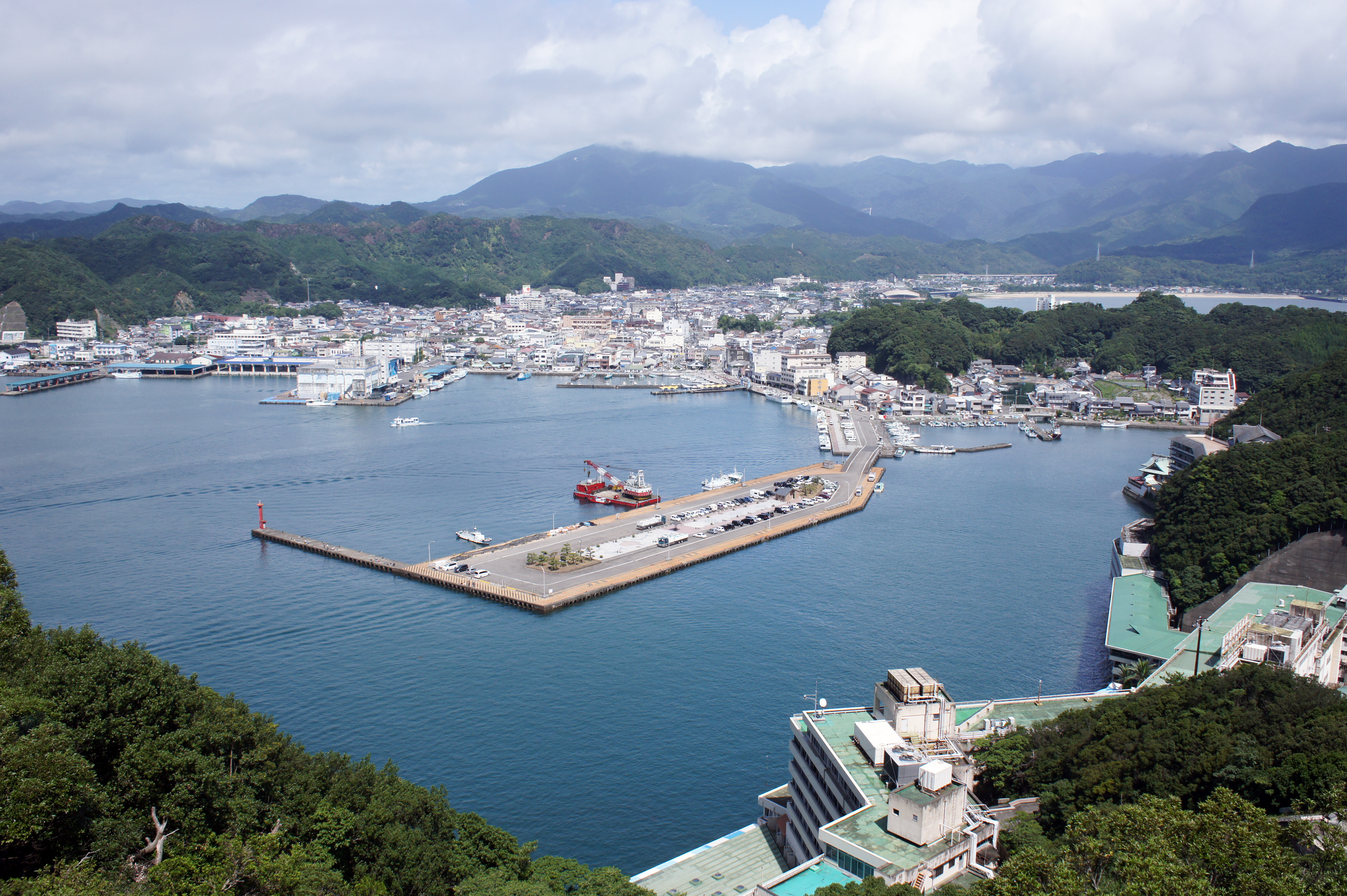
勝浦港

### 鉄道
中心となる駅：紀伊勝浦駅
西日本旅客鉄道（JR西日本）
- 紀勢本線（きのくに線）：宇久井駅 - 那智駅 - 紀伊天満駅 - 紀伊勝浦駅 - 湯川駅 - （太地町） - 下里駅 - 紀伊浦神駅

### バス

#### 路線バス
- 熊野御坊南海バス
- 那智勝浦町営バス

### 道路

#### 高速道路
- 那智勝浦新宮道路：（新宮市） - 那智勝浦IC - 市屋
- 串本太地道路（事業中）

#### 国道
- 国道42号

#### 県道
主要地方道
- 和歌山県道43号那智勝浦古座川線
- 和歌山県道44号那智勝浦熊野川線
- 和歌山県道45号那智勝浦本宮線
- 和歌山県道46号那智山勝浦線（那智山スカイライン）

### 道の駅
- 道の駅なち - JR那智駅に隣接している。

### 航路

#### 港湾
- 勝浦港
  - 勝浦港 - 太地港（紀の松島遊覧船）
- 宇久井港（那智勝浦フェリーターミナル 2005年をもって定期航路消滅）
  - 大分港（乙津泊地） - 那智勝浦港（宇久井港） - 名古屋港（太平洋沿海フェリー 上り便のみ）1972年10月 - 1981年4月
  - 東京港（有明埠頭） - 那智勝浦港（宇久井港） -  高知港（日本高速フェリー→ブルーハイウェイライン）1973年3月 - 2001年9月
  - 川崎港（浮島町地区） - 那智勝浦港（宇久井港） - 宮崎港（マリンエキスプレス）2002年4月 - 2005年6月

## 観光

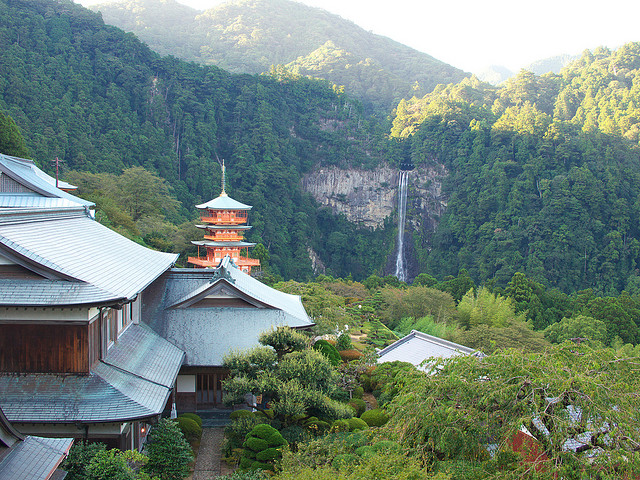
青岸渡寺三重塔と那智滝

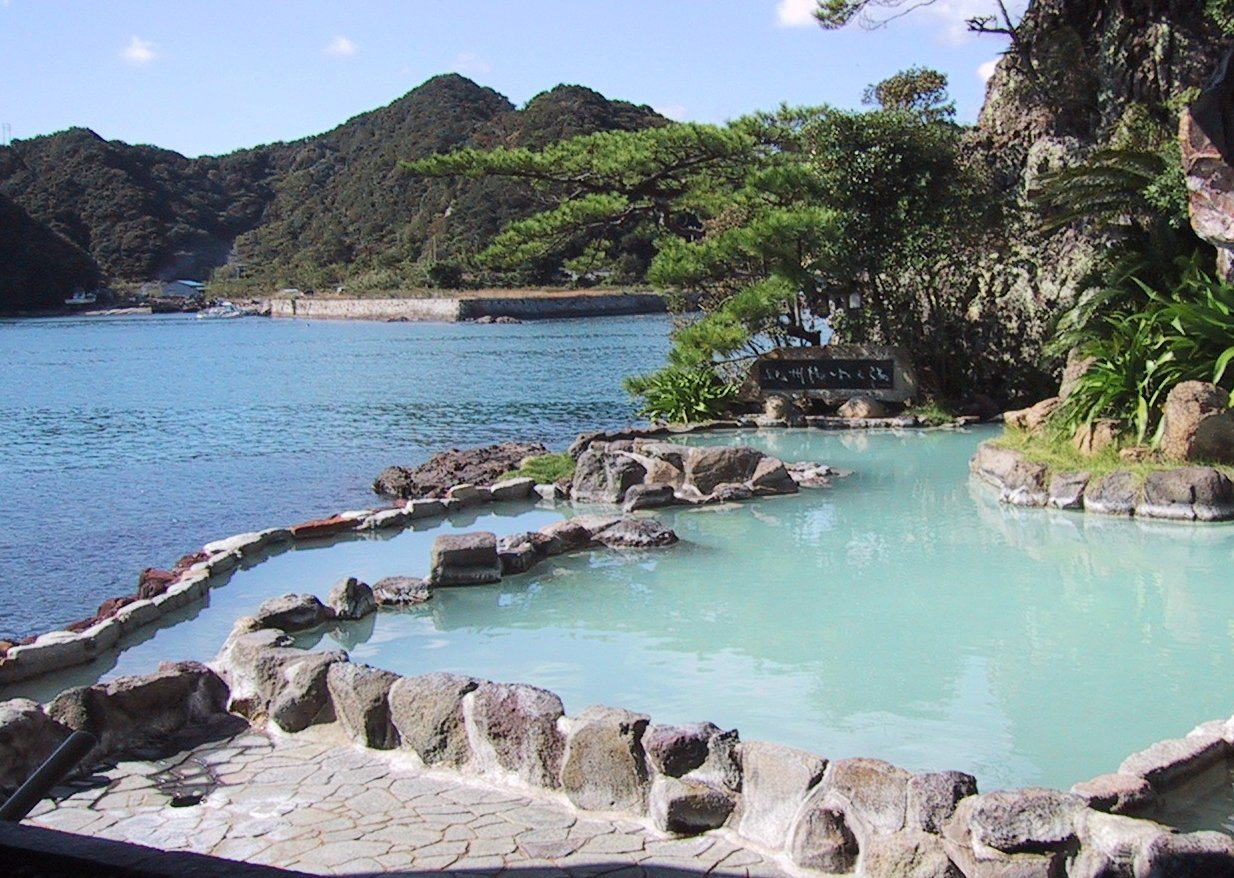
南紀勝浦温泉

### 世界遺産
- 紀伊山地の霊場と参詣道
  - 熊野那智大社
  - 青岸渡寺
  - 那智滝
  - 那智原始林
  - 補陀洛山寺
  - 熊野参詣道（中辺路・大辺路）
  - 妙法山阿弥陀寺
  - 宇久井 延命寺
  - 那智山
  - 大門坂
  - 熊野三所大神社
  - 九十九王子（浜の宮王子・市野々王子・多富気王子）

### 名所・旧跡
主な城郭
- 勝山城

主な寺院
- 阿弥陀寺
- 宇久井延命寺
- 青岸渡寺
- 滝見寺
- 補陀洛山寺

主な神社
- 市野々王子
- 熊野三所大神社
- 熊野那智大社
- 多富気王子
- 飛瀧神社

主な遺跡
- 下里古墳

主な史跡
- 滝見寺関帝廟

### 観光スポット
- 勝浦漁港
- 那智丹敷浦 - 那智海水浴場。別名を「ブルービーチ那智」。
- 那智高原公園

自然景勝地
- 紀の松島
- 那智丹敷浦
- ゆかし潟

温泉
- 南紀勝浦温泉
- 湯川温泉

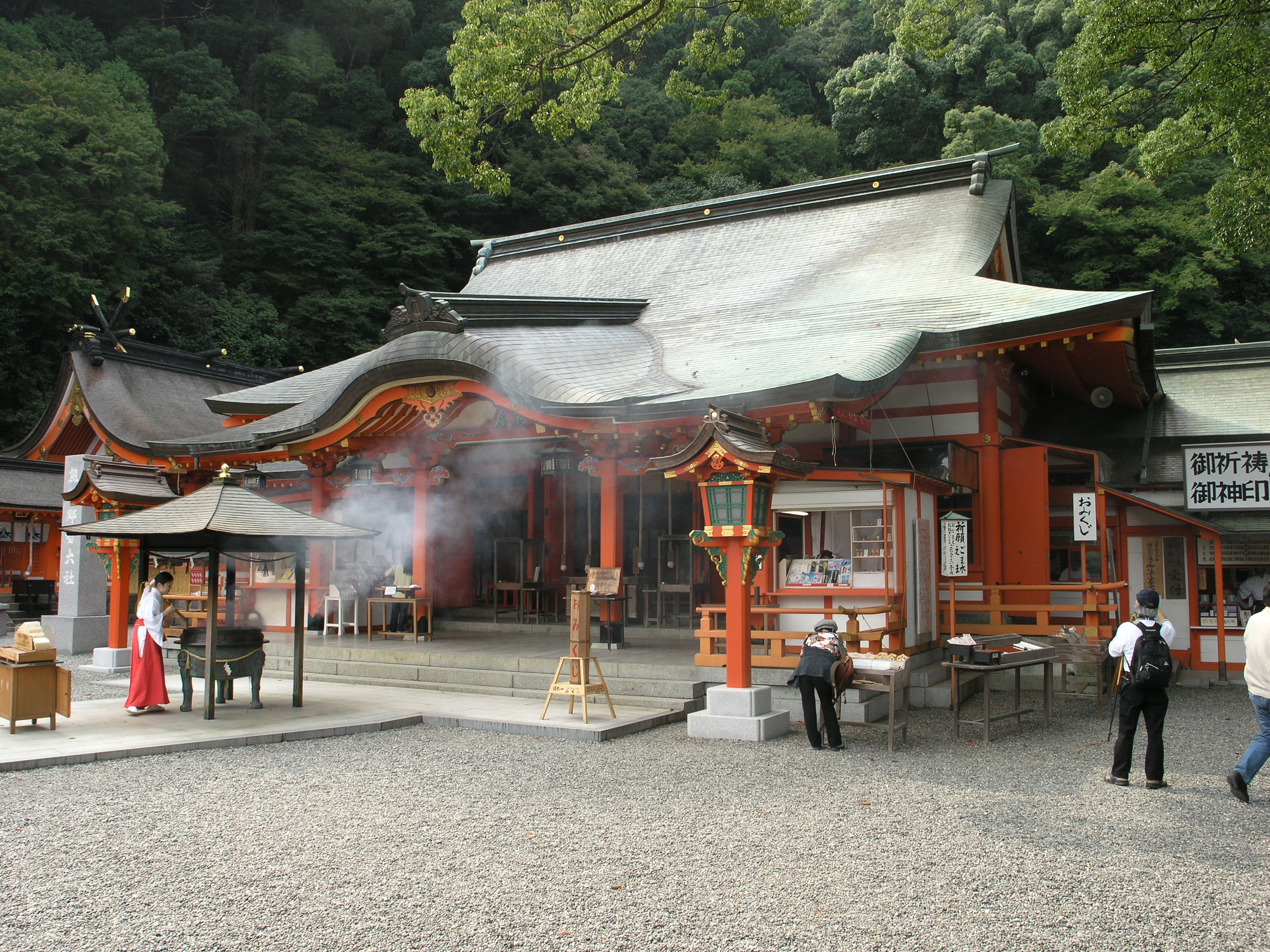
熊野那智大社
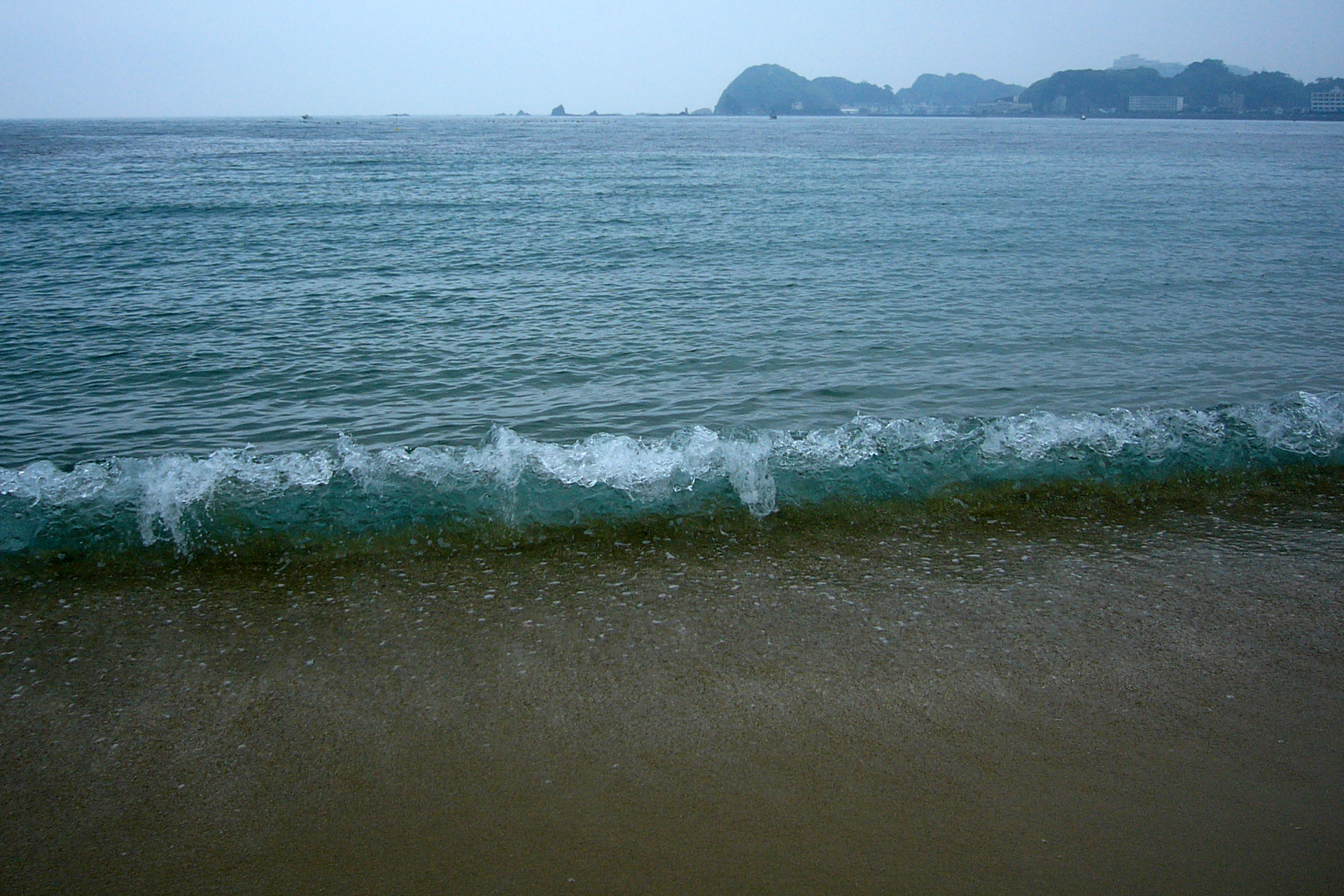
那智丹敷浦
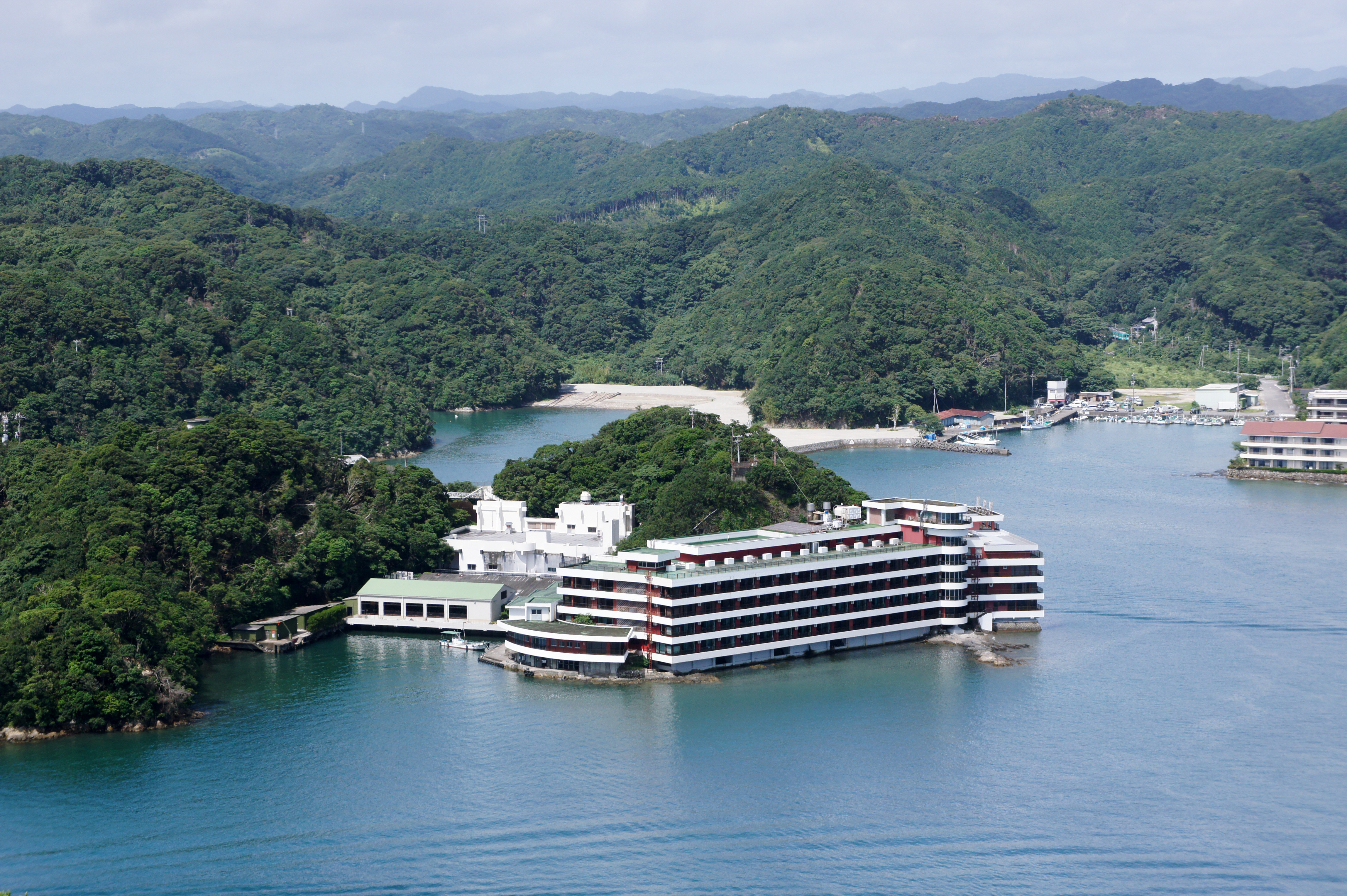
海に面するホテル群
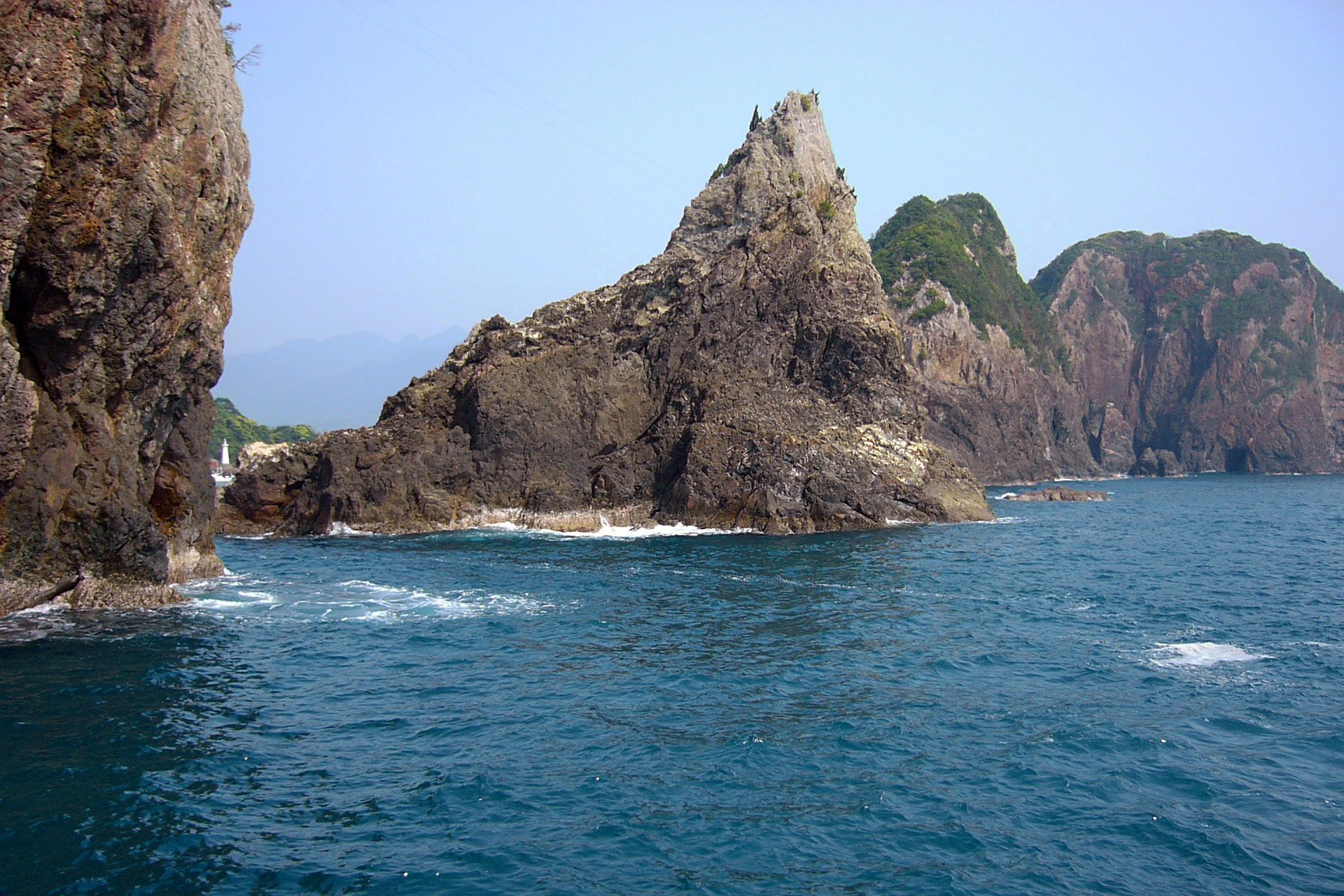
紀の松島
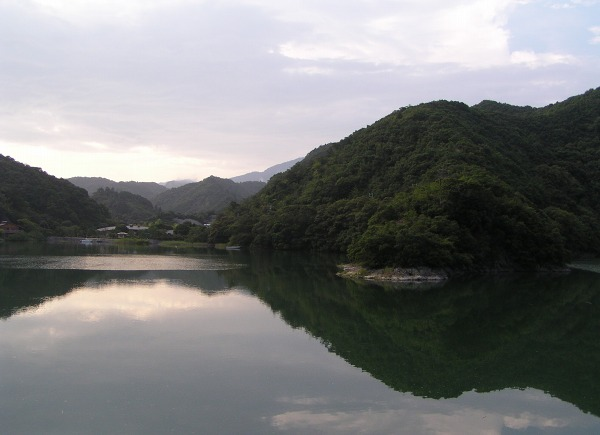
ゆかし潟
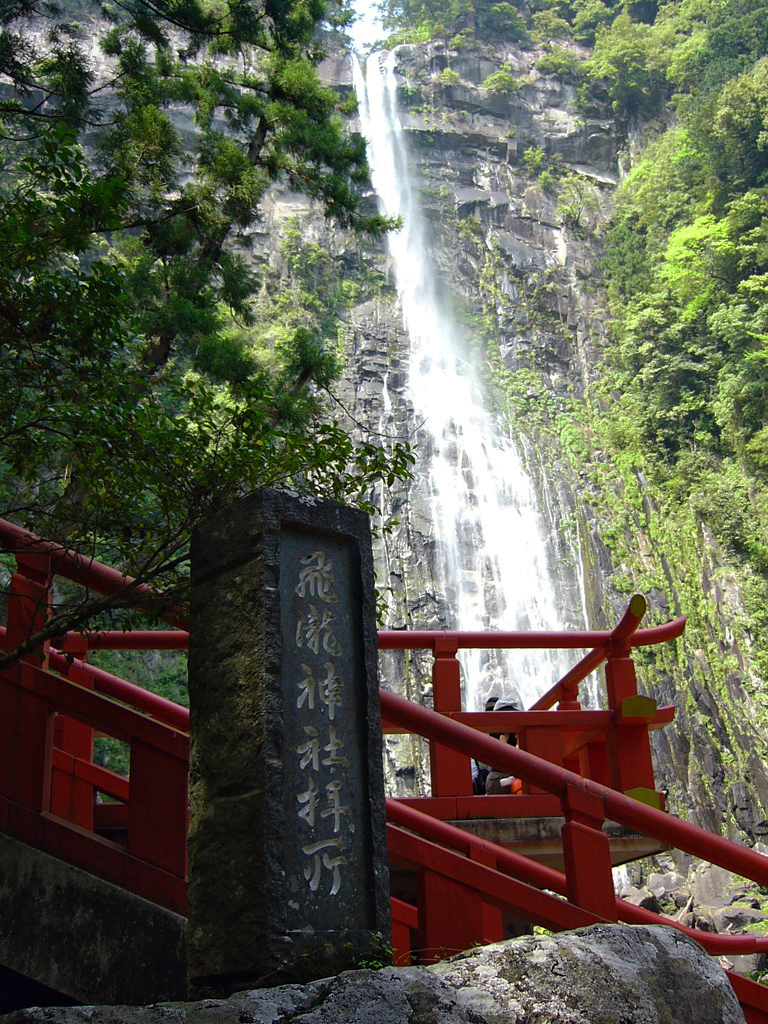
飛瀧神社からの那智滝
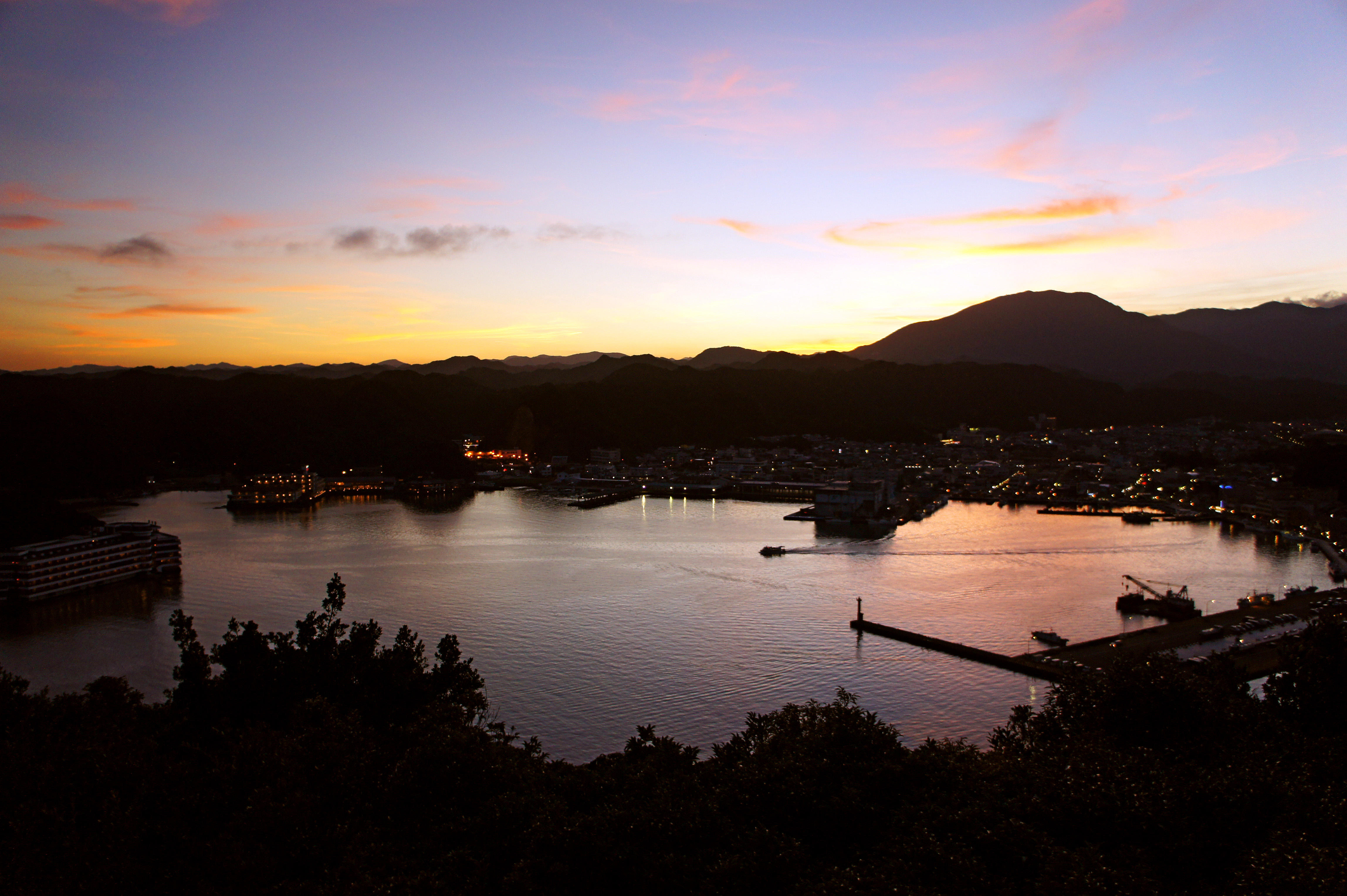
黄昏時の那智勝浦

## 文化・名物

### 祭事・催事
- 南の国の雪祭り（2月）
- まぐろ祭り（2月）
- 南紀勝浦夏まつり（7月）
- 那智の火祭（7月）

その他
- ホエールウォッチングも盛んである。
- 南紀勝浦ひなめぐり

### 名産・特産
- マグロ（近大マグロ）
- 那智黒

## 出身関連著名人
- 拳骨拓史 - 作家
- 江島巧 - 元中日ドラゴンズ選手
- 佐藤良一郎（1891年-1992年） - 統計学者
- 高野忍 - 元読売ジャイアンツ外野手
- 谷口吉彦（1891年-1956年） - 経済学者
- 中川智子 - 元宝塚市長・元社民党衆議院議員
- 中村覚之助 - 日本に初めて近代サッカーを紹介した人物　※旧・那智町出身
- 米良道博（1903年-1983年） - 画家
- 大橋建一 - 元和歌山市長
- 古角俊郎 - 野球指導者、駿台倶楽部顧問
- 濱口祐自 - ブルースギターリスト
- 広瀬香美 - シンガーソングライター
- 西田修平 -陸上競技オリンピック銀メダリスト
- メリー喜多川 -ジャニーズ事務所元幹部。幼少期に同町へ疎開